# Environnement en Malaisie
L'environnement en Malaisie est l'environnement (ensemble des éléments - biotiques ou abiotiques - qui entourent un individu ou une espèce et dont certains contribuent directement à subvenir à ses besoins) du pays Malaisie, pays d'Asie. La Malaisie est un des 17 pays mégadivers.

## La biodiversité de la Malaisie
La Malaisie est un des 17 pays mégadivers.

## Impacts sur les milieux naturels

### Activités humaines
La pression humaine sur l'habitat des chauve-souris forestières a provoqué l'apparition du Virus Nipah chez les humains, avec un taux de mortalité élevé.

#### Déforestation

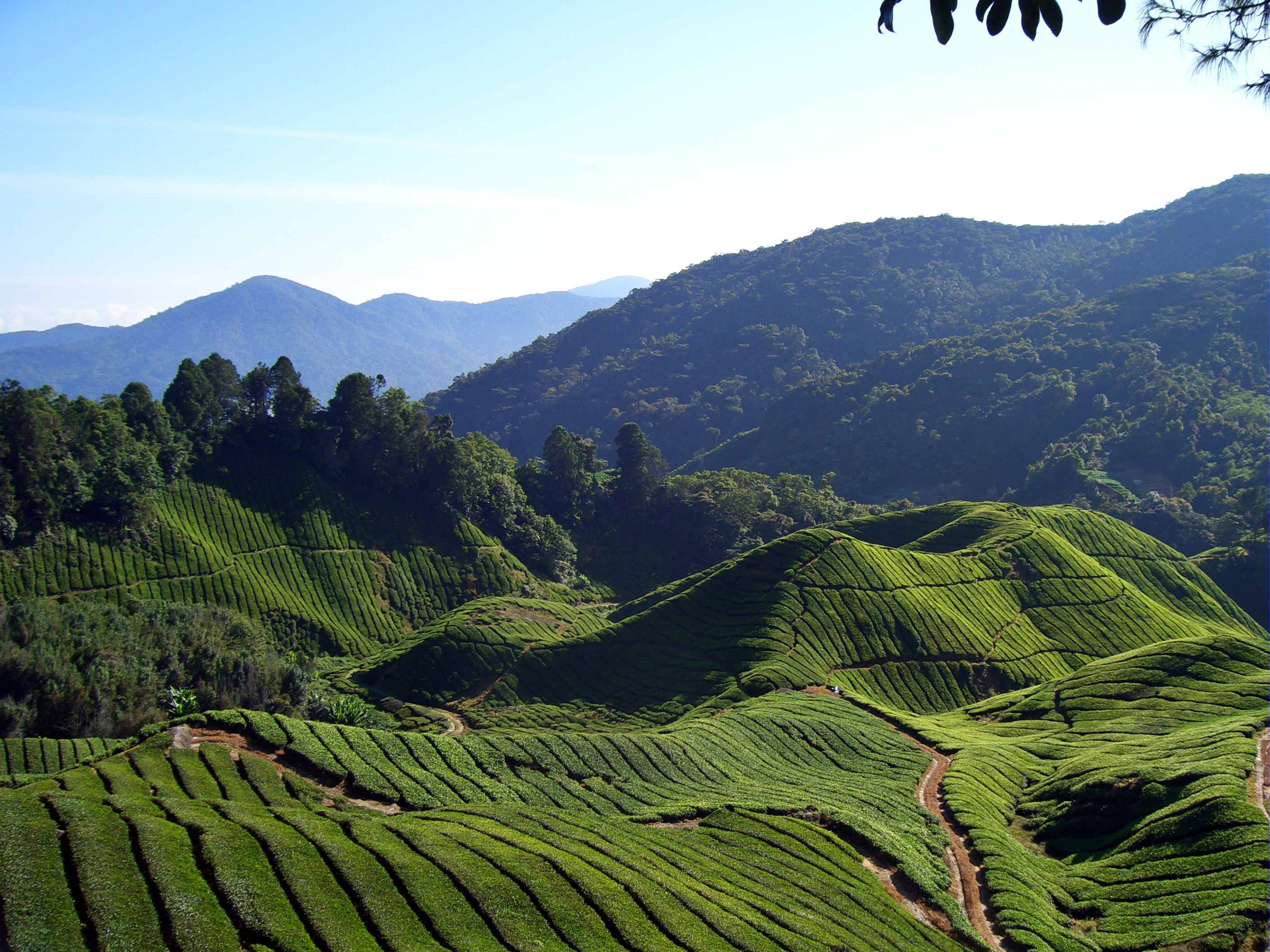
Même sur de fortes pentes, les cultures de thé et de café ont contribué au recul de la forêt (Malaisie).

En 2022, la Malaisie fait partie des 50 États en bonne voie pour mettre fin à la déforestation sur leur territoire d’ici à la fin de la décennie (soit d'ici 2030).

### Pollutions

#### La pollution de l'air
En juin 2019, des associations écologistes ont mesuré 395 particules fines par mètre cube d'air, soit dix fois plus que les maximales fixées par les organisations sanitaires internationales.

#### La gestion des déchets
Les importations de plastique du pays ont triplé entre 2016 et 2018 pour atteindre 870.000 tonnes selon des données officielles, ce qui fait de la Malaisie le premier importateur mondial de déchets plastiques. Dans la petite ville de Jenjarom, proche de la capitale Kuala Lumpur, les usines de retraitement de plastique se sont multipliées et se sont mises à émettre des fumées toxiques. Des montagnes de plastique, provenant essentiellement d'Amérique du Nord et d'Europe, parsèment le paysage et la situation sanitaire s'est dégradée. De nombreuses usines fonctionnent sans permis.
La ministre de l’Énergie Yeo Bee Yin a affirmé « détesté voir mon pays comme le dépotoir du monde développé » et appelé les États-Unis à prendre leurs responsabilités dans le traitement de leurs déchets. En 2018, la France a exporté en Malaisie 18 000 tonnes de plastique. 

## Politique environnementale en Malaisie
En septembre 2019, la Malaisie est contrainte de fermer des milliers d'écoles par suite de la dégradation significative de la qualité de l'air en raison d'incendies massifs.

### Évaluation environnementale globale
En 2015, l'organisation Global Footprint Network (GFN) indique que la Malaisie a un déficit en biocapacité. Les réserves agricole et en bois sont quasi nulles, et le bilan carbone est négatif avec une empreinte carbone plus de trois fois supérieur à la capacité forestière d'abosrption.